# له ریو
لز ریوس (به فرانسوی: Les Rives) یک کمون در فرانسه است که در Canton of Le Caylar واقع شده‌است.

## خصوصیات
لز ریوس ۲۳٫۷۹ کیلومترمربع مساحت و ۱۲۴ نفر جمعیت دارد و ۷۵۰ متر بالاتر از سطح دریا واقع شده‌است.